# Фастівський залізничний вузол
Фастівський залізничний вузол — залізничний вузол в місті Фастові Київської області.

## Станція Фастів I
Є однією з найважливіших вузлових станцій Південно-Західної залізниці. Звідси поїзди курсують у чотирьох напрямках:
- Київ-Волинський — 57 км, двоколійна ділянка електрифікована впродовж 1950—1958 років.
- Козятин I — 93 км, двоколійна ділянка електрифікована 1964 року.
- Миронівка — 103 км, двоколійна ділянка електрифікована 1963 року.
- Житомир — 101 км, одноколійна ділянка електрифікована 2011 року.

Об'їзній шлях у напрямку Козятин I — Київ розібраний у 1990-х роках.
На станції розташований приміський вокзал.
Між станціями Фастів I та Київ-Пасажирський існує регулярне приміське сполучення. Час у дорозі становить в середньому 1 год. 25 хв. На станції зупиняються також і поїзди далекого прямування, за винятком швидких і експресів.

## Станція Фастів II
Вантажна станція розташована за 7 км від станції Фастів I у напрямку Миронівки. Виникла 1940 року. Має Миронівський та Житомирський парки.

## Моторвагонне депо Фастів
Моторвагонне депо «Фастів» (РПЧ-8) розташоване безпосередньо біля станції Фастів I. Основний тип рухомого складу — електропоїзди типу ЕР9М, ЕР9Е, ЕПЛ9Т та ЕД9М. Обслуговує більшість приміських маршрутів Київської та Козятинської дирекцій залізничних перевезень. Виникло у 1960-х роках.

## Інші приміські та міжобласні маршрути
Через Фастів I курсують приміські електропоїзди Київ — Козятин I, Київ — Миронівка, Фастів I — Житомир, Фастів I — Козятин I та Фастів I — Миронівка; міжобласні Київ — Вінниця, Київ — Рахни, Київ — Жмеринка, Київ — Хмельницький, Київ — Шепетівка, Київ — Рівне.

## Галерея

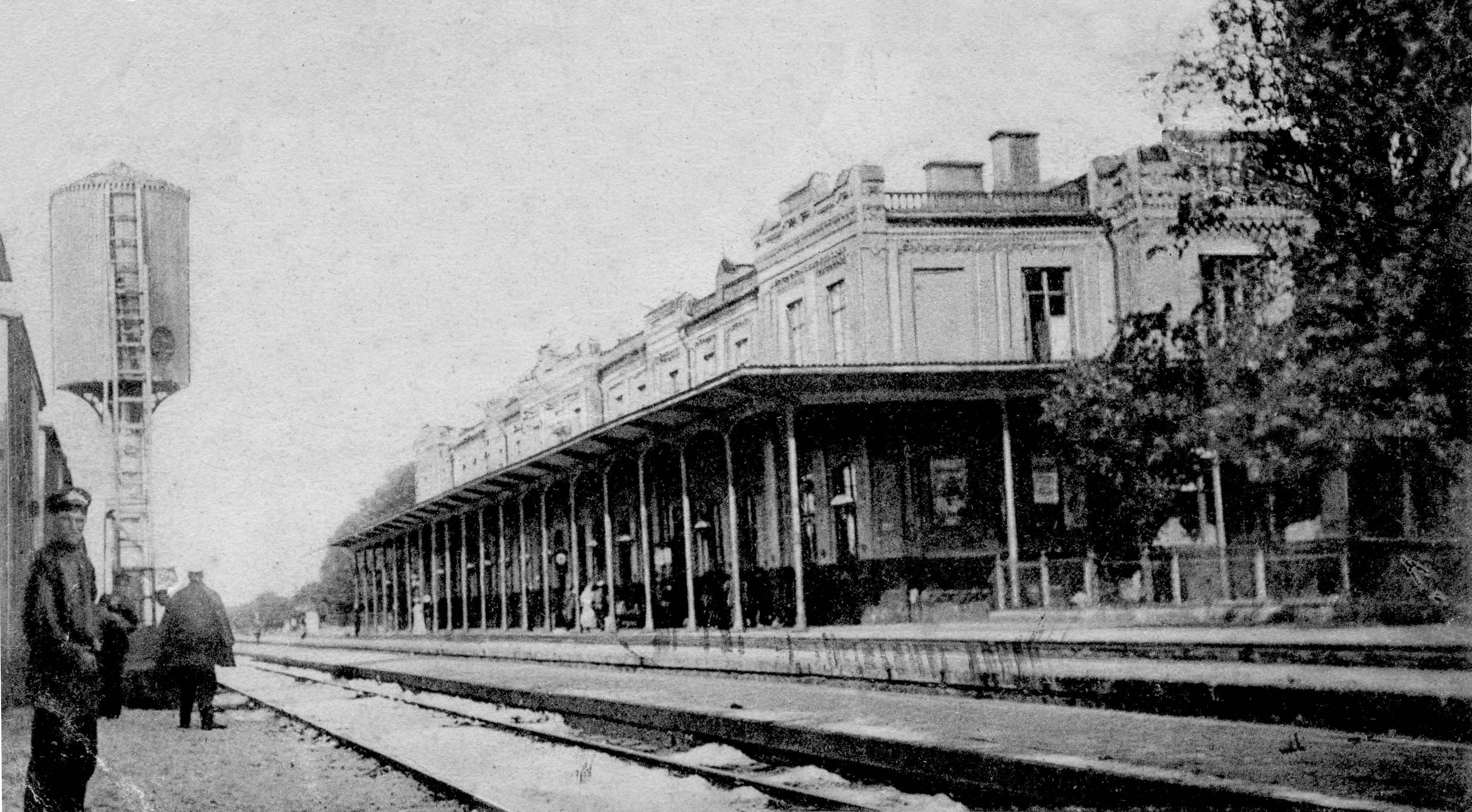
Вокзал Фастів I, на початку XX століття
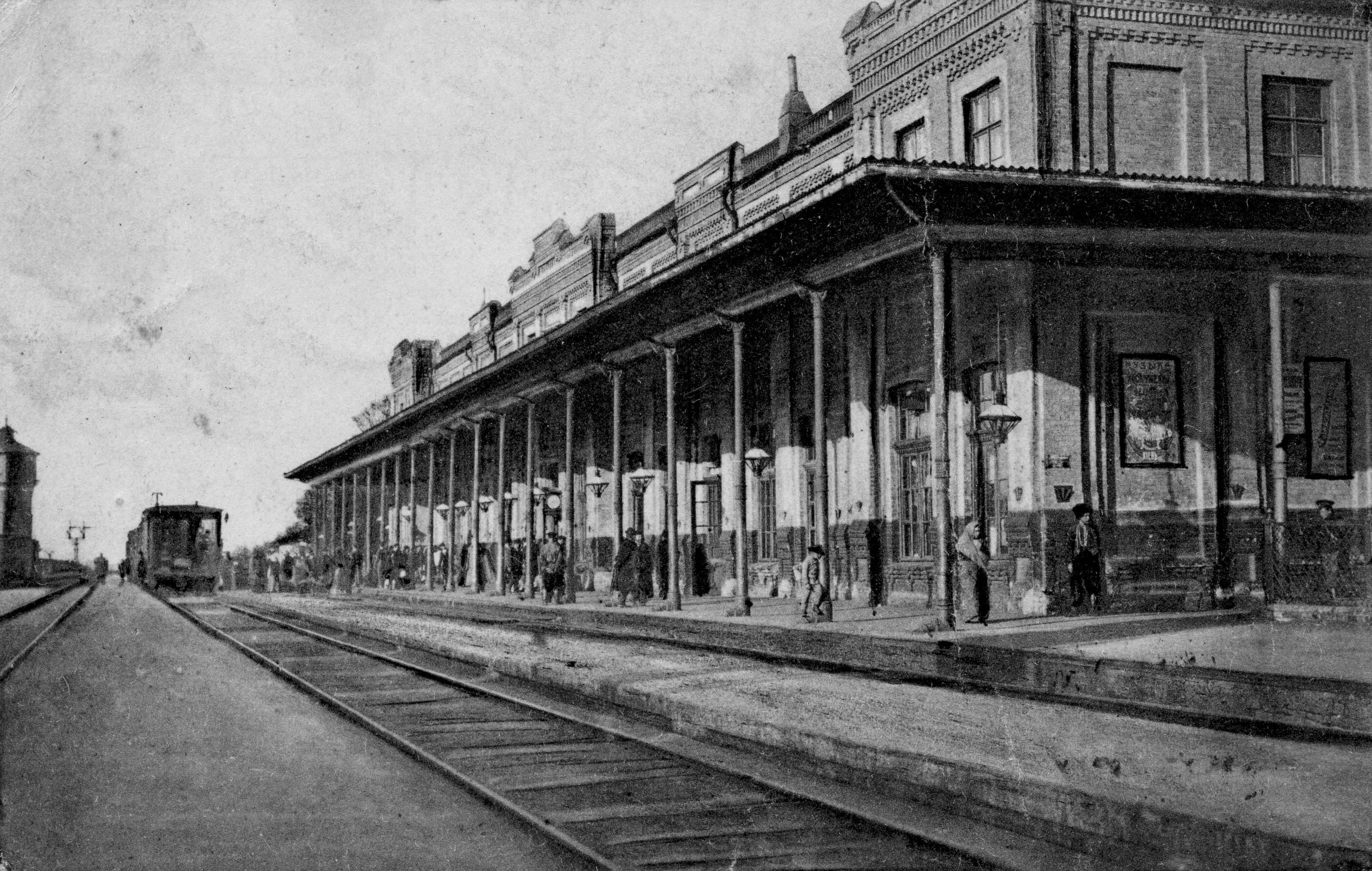
Вокзал Фастів I, 1900-ті роки
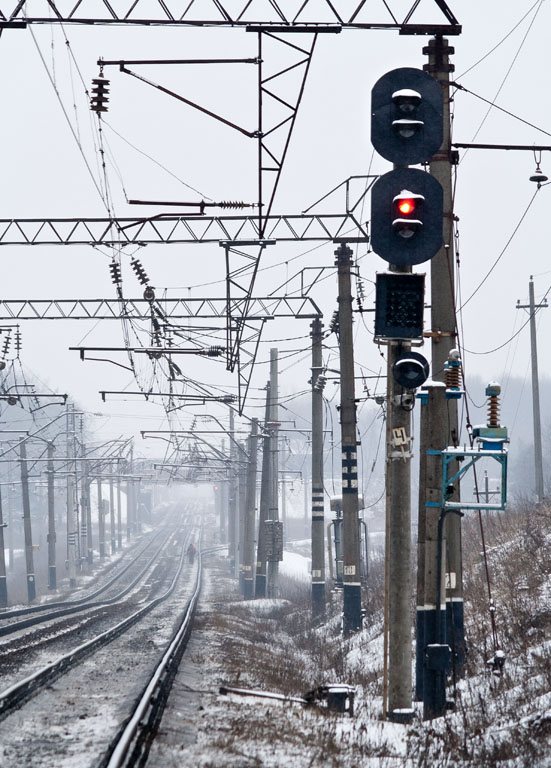
Вхідний світлофор ст. Фастів I з боку з. п. Триліси
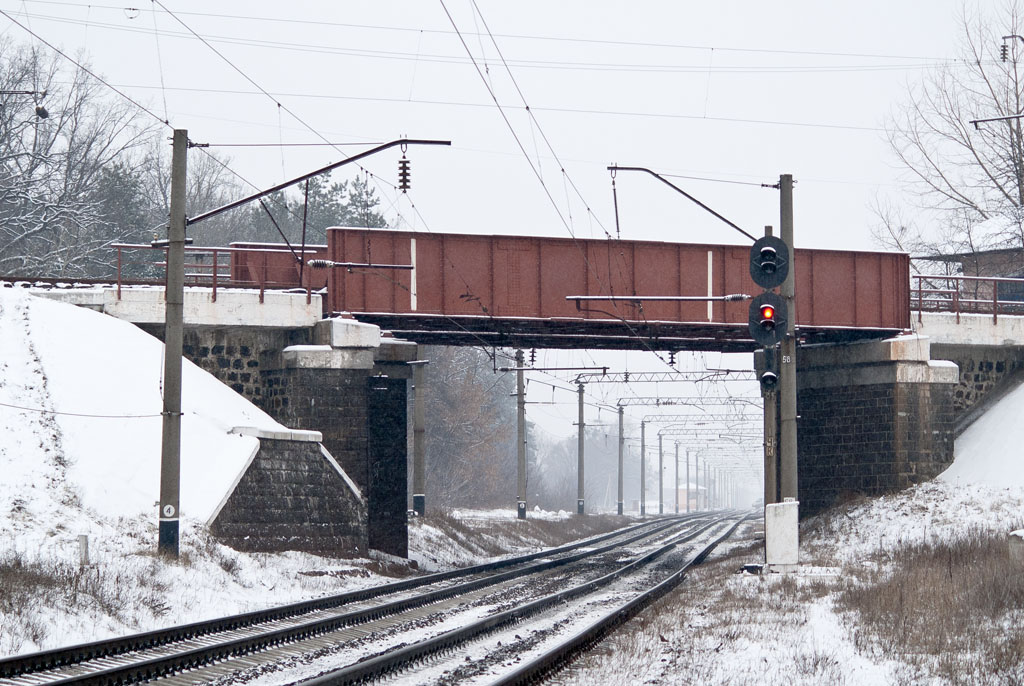
Шляхопровід на півдні Фастова: вгорі лінія від з. п. 8 км до Потіївки, внизу — лінія від ст. Кожанка до ст. Фастів I
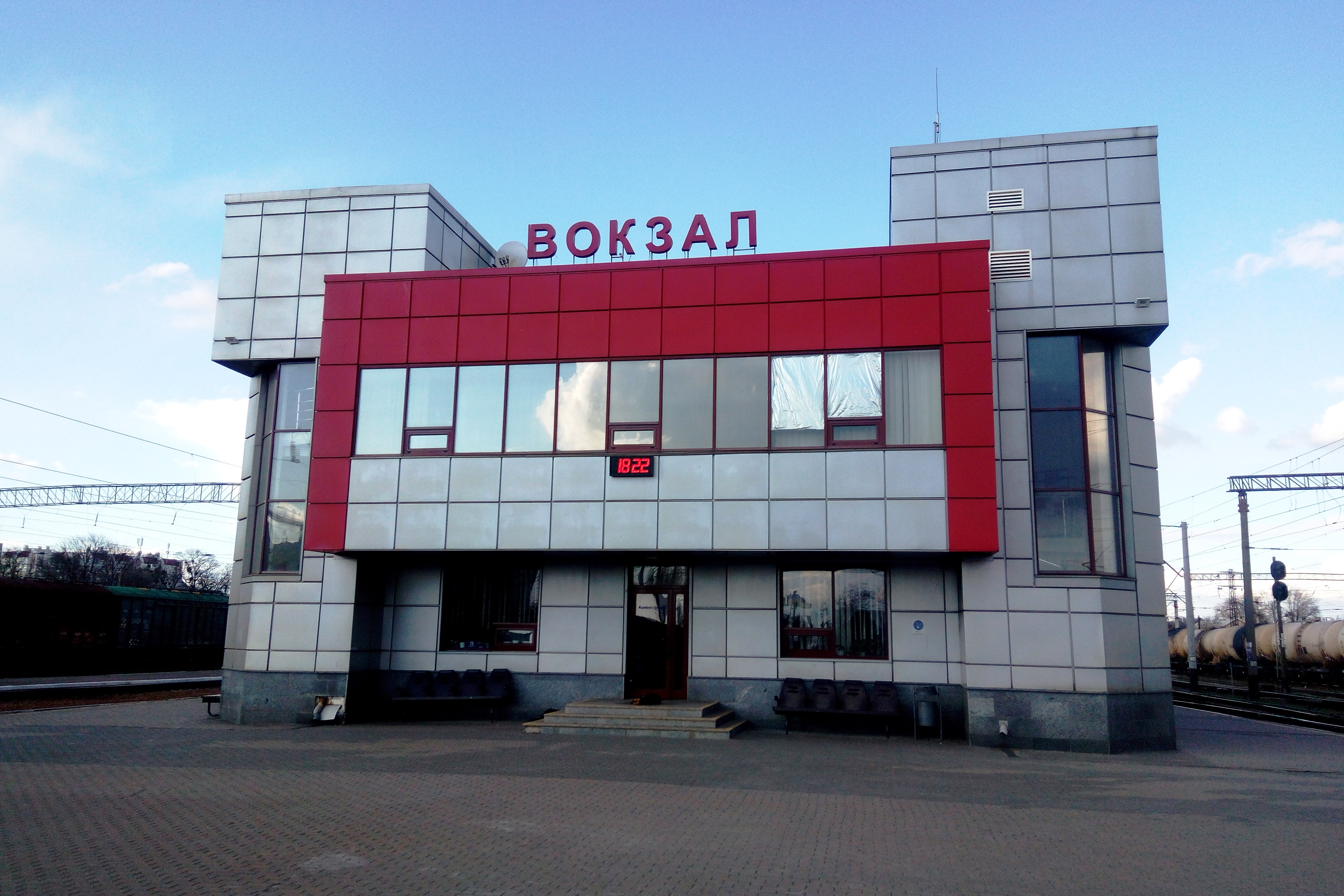
Залізничний вокзал, 2021 рік
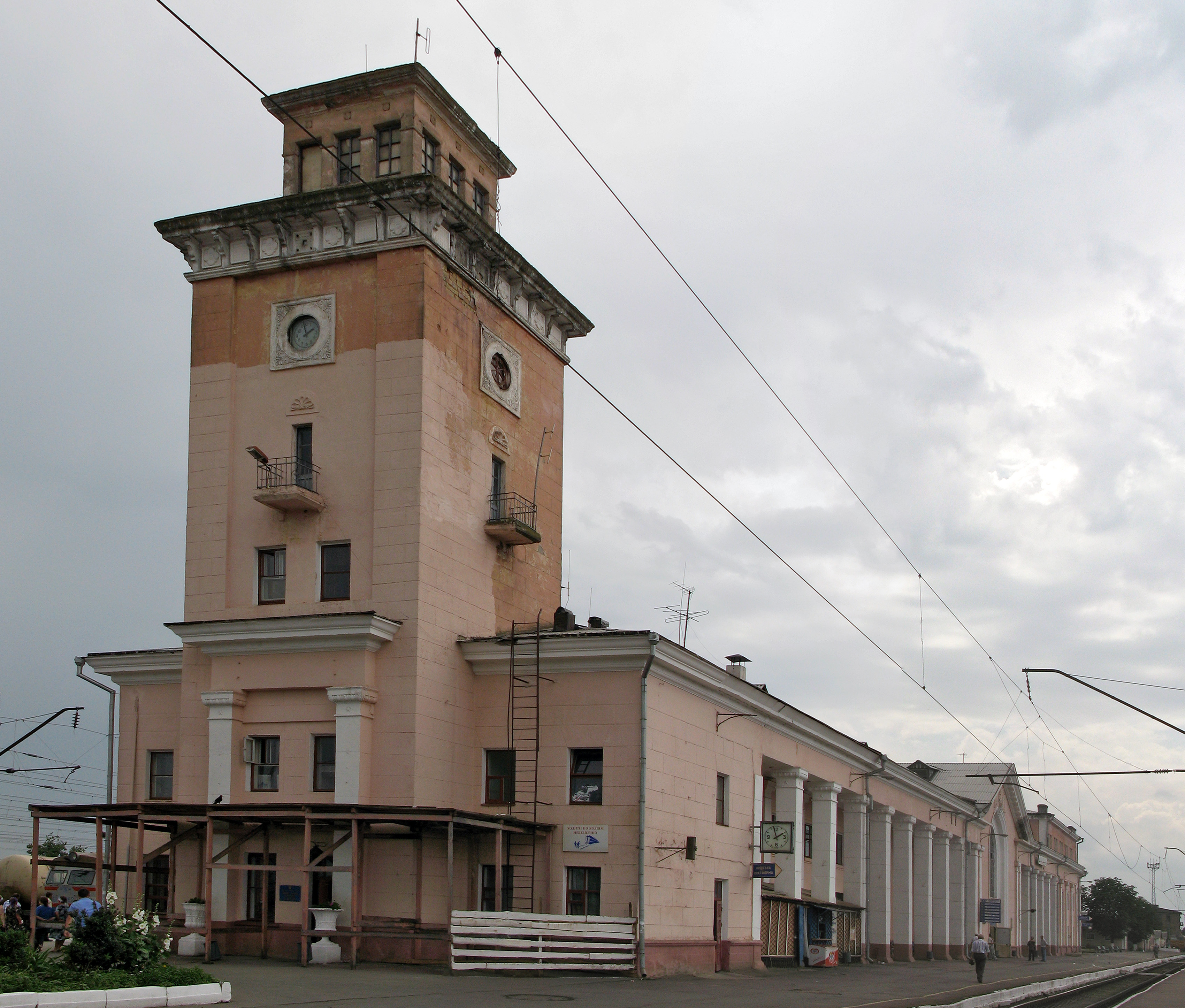
Стара будівля вокзалу (знесена 2011), 2009 рік
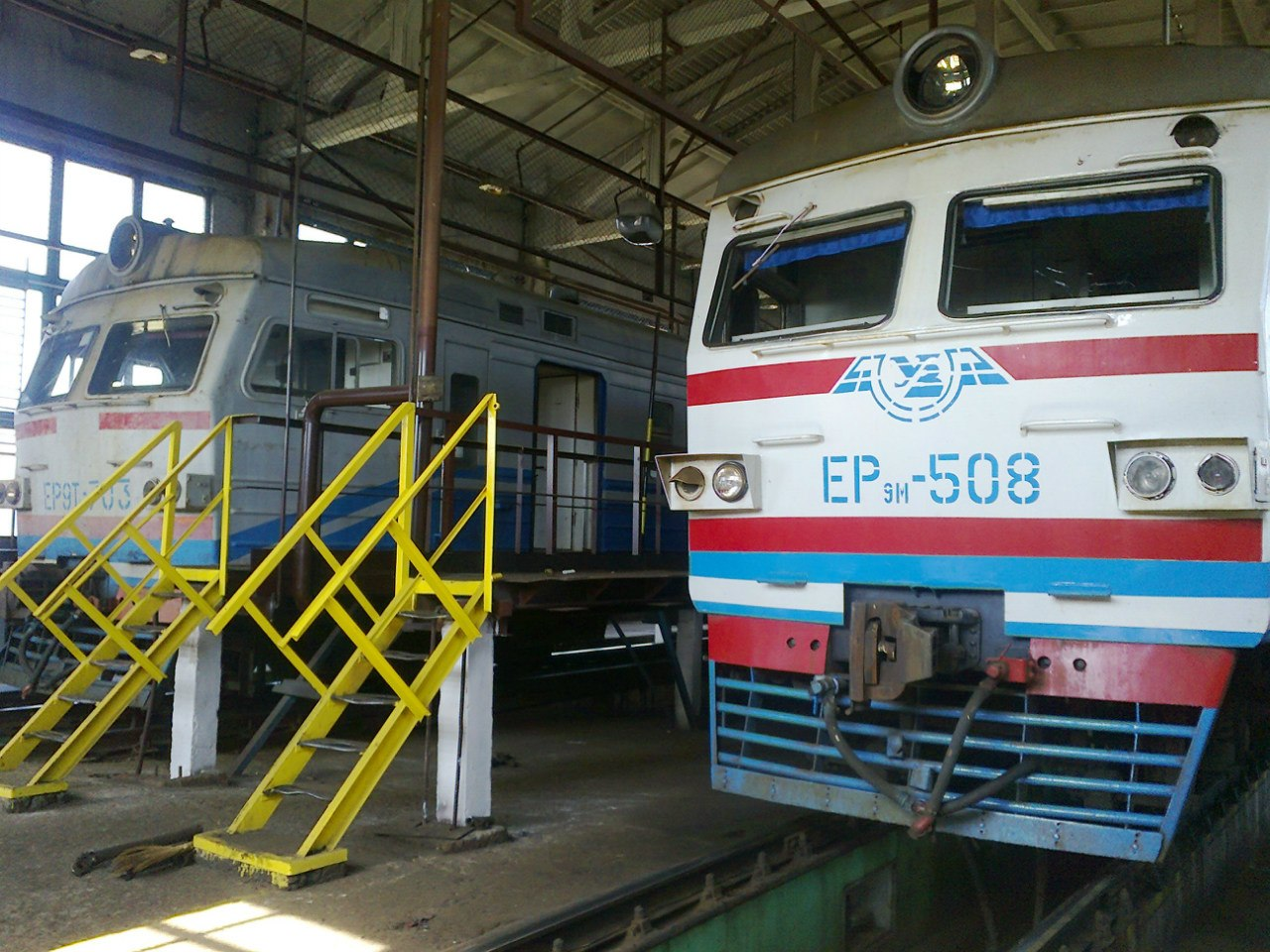
Електропоїзди в Моторвагонному депо Фастів
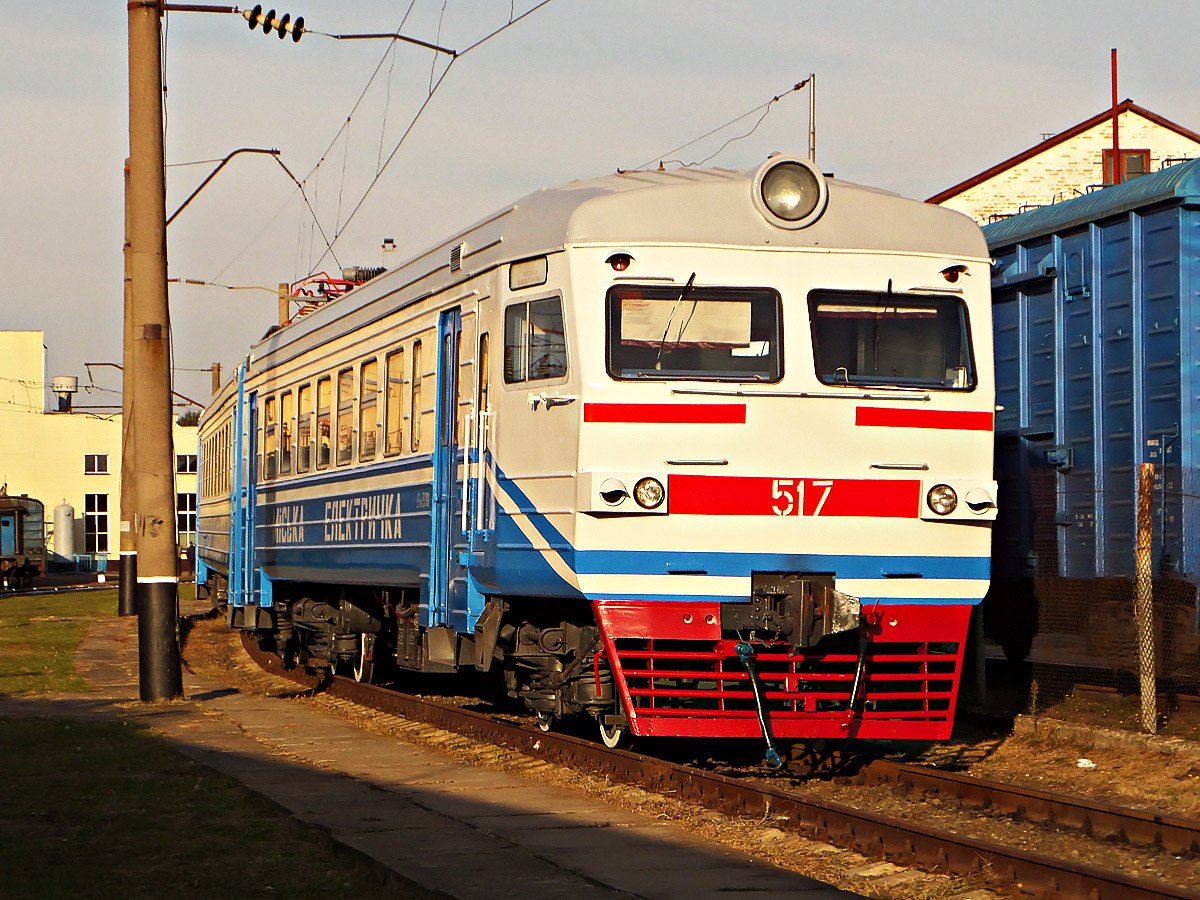
Міська електричка в межах станції Фастів